# Gran terremoto de Hanshin-Awaji
El gran terremoto de Hanshin-Awaji (阪神・淡路大震災 Hanshin-Awaji Daishinsai?), también conocido como terremoto de Kobe de 1995, fue un terremoto que afectó a Japón, alcanzando una magnitud de 6,9 en la escala sismológica de magnitud de momento. Ocurrió el 17 de enero de 1995 a las 05:46 hora local en la parte sur de la prefectura de Hyōgo y tuvo una duración de veinte segundos. El foco de origen se encontraba a escasos 16 km por debajo de la superficie, en el extremo norte de la isla Awaji, a 20 km de distancia de la ciudad de Kōbe, con una población de un millón y medio de habitantes. Por esta zona discurre la falla Nojima, responsable de causar este seísmo.
Como consecuencia del terremoto, murieron unas 6.434 personas (estimación final de 2006), principalmente en Kobe. Dado que esta era la ciudad más cercana al epicentro y a la fractura, fue la que sufrió las ondas de choque con mayor fuerza, registrando un máximo de X grados en la escala de Mercalli. El terremoto también se hizo sentir con fuerza en la cercana ciudad de Osaka, la cual se libró de daños mayores; se sintió con una intensidad moderada en otras ciudades distantes como Nagoya e Hiroshima. Causó pérdidas estimadas de tres billones de yenes en daños, el 2,5% del producto interior bruto del país en ese momento. Fue el peor terremoto en Japón desde el gran terremoto de Kanto en 1923, que se cobró 140.000 vidas, y que ostenta el récord mundial en el Libro Guinness de los Récords del "desastre natural más costoso en caer sobre un país".

## Impacto

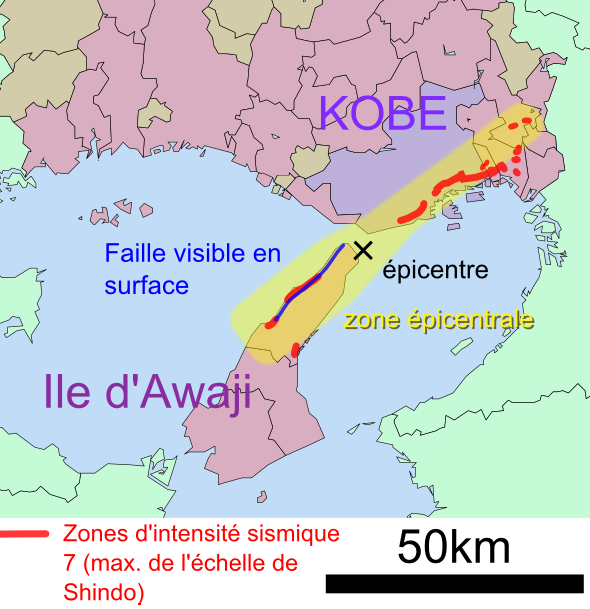
Las líneas rojas marcan el nivel 7 más alto en la escala de intensidad. El área sombreada en morado representa a Kobe.

El terremoto tuvo lugar a las 05:46 hora local, sin previo aviso y de manera repentina azotó con violentas sacudidas a la ciudad de Kobe durante 20 segundos. El alcance del daño fue mucho mayor que en el terremoto de Los Ángeles de 1994, ligeramente más débil (Mw 6.7), que por coincidencia, había ocurrido justo un año antes. Esto se debió a la mayor densidad de población en Kobe, y a la planificación más lineal de las construcciones, que hizo elevar los daños en edificios, Puedes ver el clip del video. (pertubacion)
El Gran Terremoto de Hanshin tuvo su origen en la falla de Nojima en el extremo norte de la isla Awaji, este se propagó hacia el suroeste por la isla de Awaji y hacia el noreste por las fallas de Suma y Suwayama, las cuales discurren por el centro de Kobe. Al estar justo encima de la ruptura, la intensidad de las sacudidas fue bastante violenta. La aceleración del suelo registrada en Kobe superó con creces a los parámetros establecidos en el código de sismorresistencia vigente en esa fecha, que sólo se aplicó a estructuras de reciente construcción, lo que trajo como consecuencia daños muy graves y destrucción generalizada en varias zonas; hubo edificios que fueron arrancados de cuajo de sus cimientos. 

### Daños en las infraestructuras de transporte

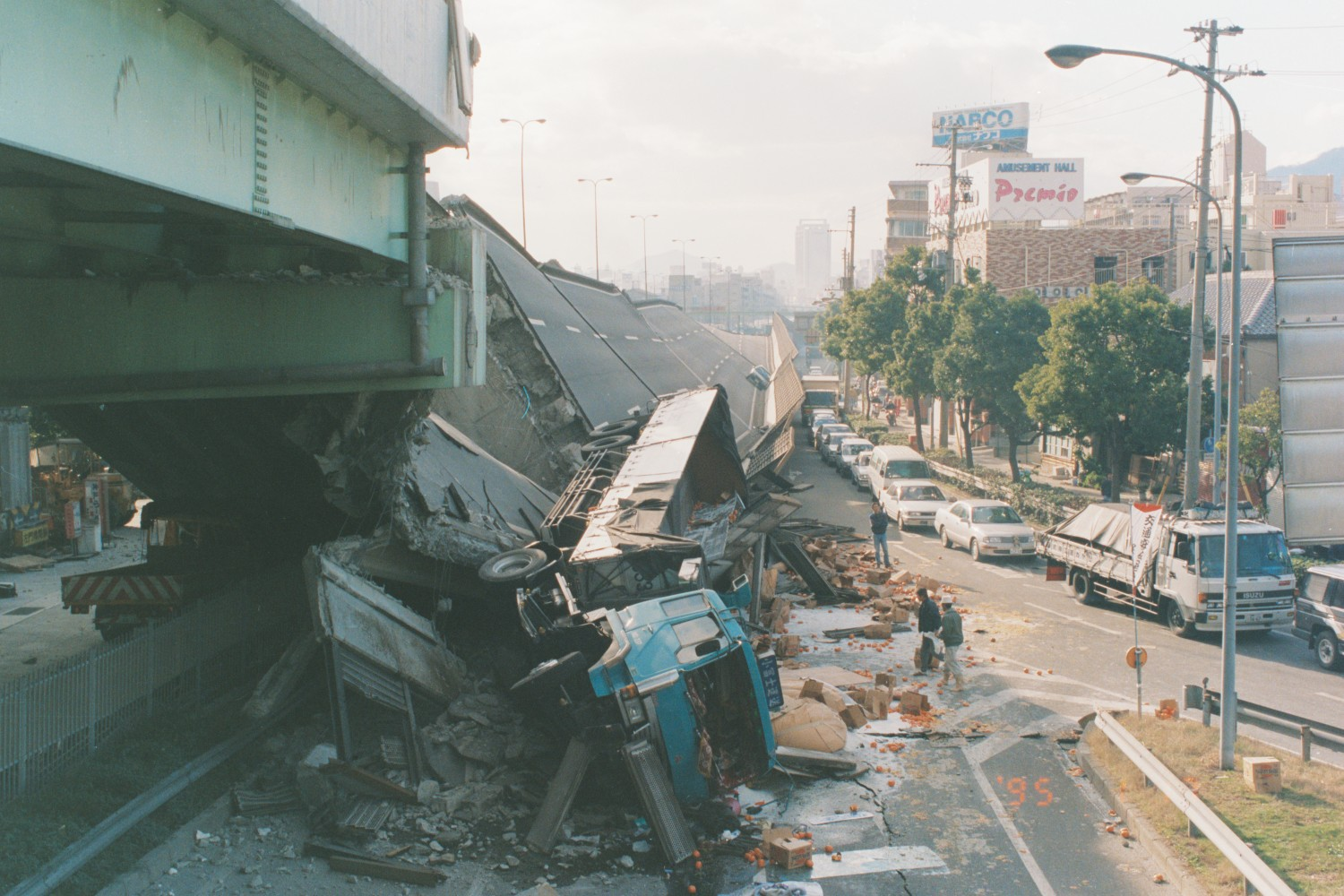
Una autopista derrumbada por el terremoto.

Diez tramos de la autopista elevada Hanshin en Kobe y Nishinomiya cayeron, bloqueando así la arteria que conduce el 40% del tráfico entre Osaka y Kobe. Parte de los soportes de ésta resultaron dañados, y no pudo ser reabierta hasta el 30 de septiembre de 1996. Tres puentes en la menos transitada Ruta 2 sufrieron daños, pero fue de nuevo abierta al tráfico y se utilizó durante un tiempo con una de las principales arterias de la ciudad. La Autopista Meishin apenas resultó dañada, pero fue cerrada durante el día hasta el 17 de febrero de 1995 para que los vehículos de emergencia pudieran llegar con facilidad a las áreas más afectadas en la parte oeste. 
Muchas vías férreas quedaron inutilizadas. Tras el terremoto, sólo el 30% de las líneas entre Osaka y Kobe estaban operativas. La Estación Daikai de la línea del tren rápido de Kobe colapsó, arrastrando parte de la Ruta Nacional 30 que iba por encima. Los soportes de la vía del tren Shinkansen de alta velocidad fallaron, provocando que este dejara de funcionar. Sin embargo, en un mes, este estaba ya al 80% de su capacidad habitual.
Algunas de las islas artificiales en el puerto de Kobe sufrieron subsidencia cuando parte del material con que estaban hechas cayó a la bahía de Osaka. Sin embargo, la recientemente completada isla en la que está el Aeropuerto Internacional de Kansai no se vio apenas afectada, al estar más lejos del epicentro. El Gran Puente del Estrecho de Akashi, en construcción en ese momento y más cercano al foco del temblor no sufrió daños, pero se detectó un alargamiento de casi un metro debido al desplazamiento horizontal provocado por la falla tectónica.
Los daños en autopistas elevadas y túneles fueron la imagen más conocida del terremoto, tanto más si se tiene en cuenta que en Japón se los suponía a salvo de temblores debido a su diseño. Estas imágenes ocuparon portadas de periódicos y noticiarios en todo el mundo.

### Tectónica de placas
Las principales placas involucradas fueron la Filipina, la Euroasiática y la Pacífica. La falla tiene entre 30 y 50 km de longitud. Se trata de un borde convergente, donde la placa Filipina subduce bajo la Euroasiática. Es una unión triple, con tres zonas distintas de subducción.

## Respuesta

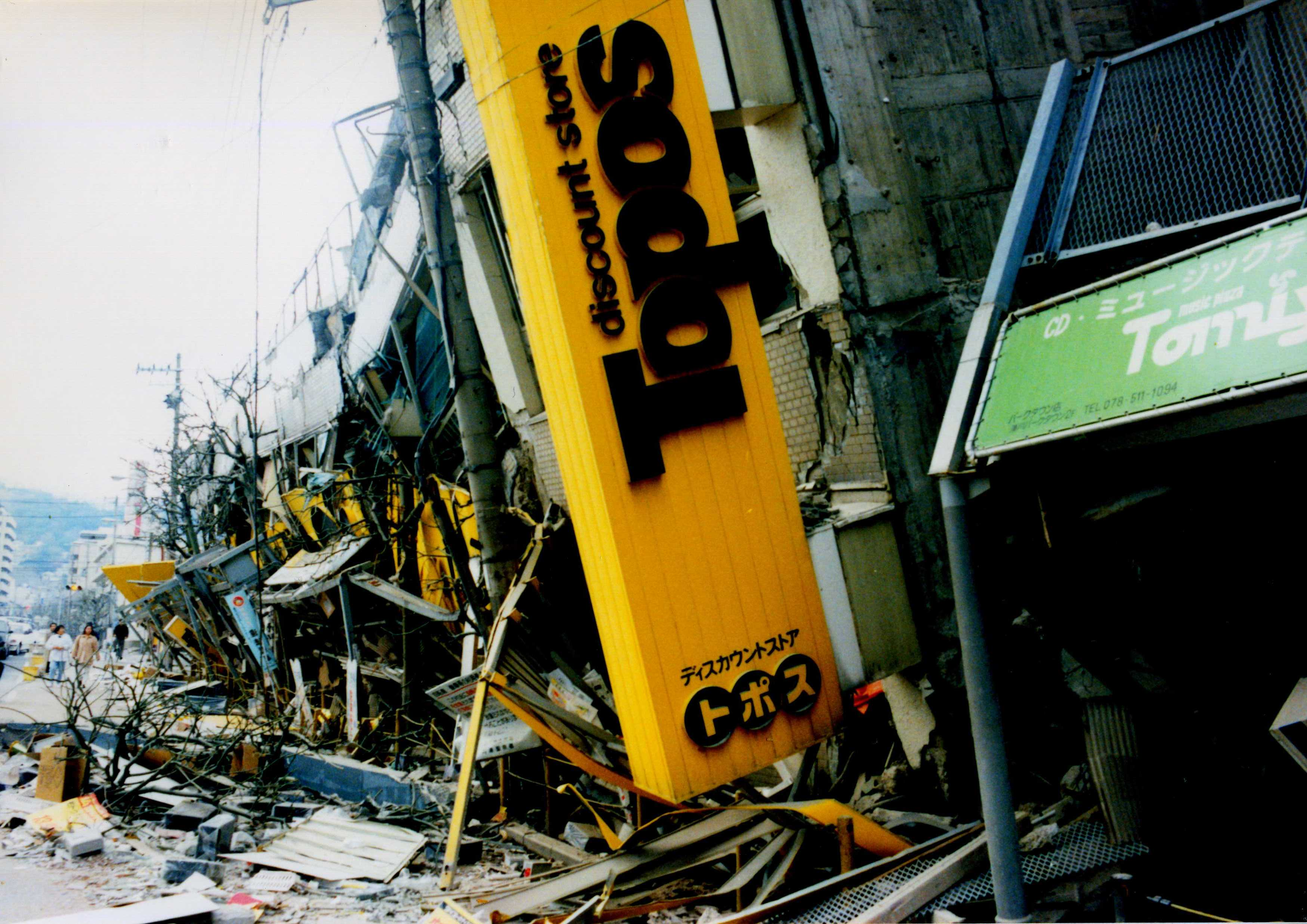
Daños en Minatogawa, Kobe.

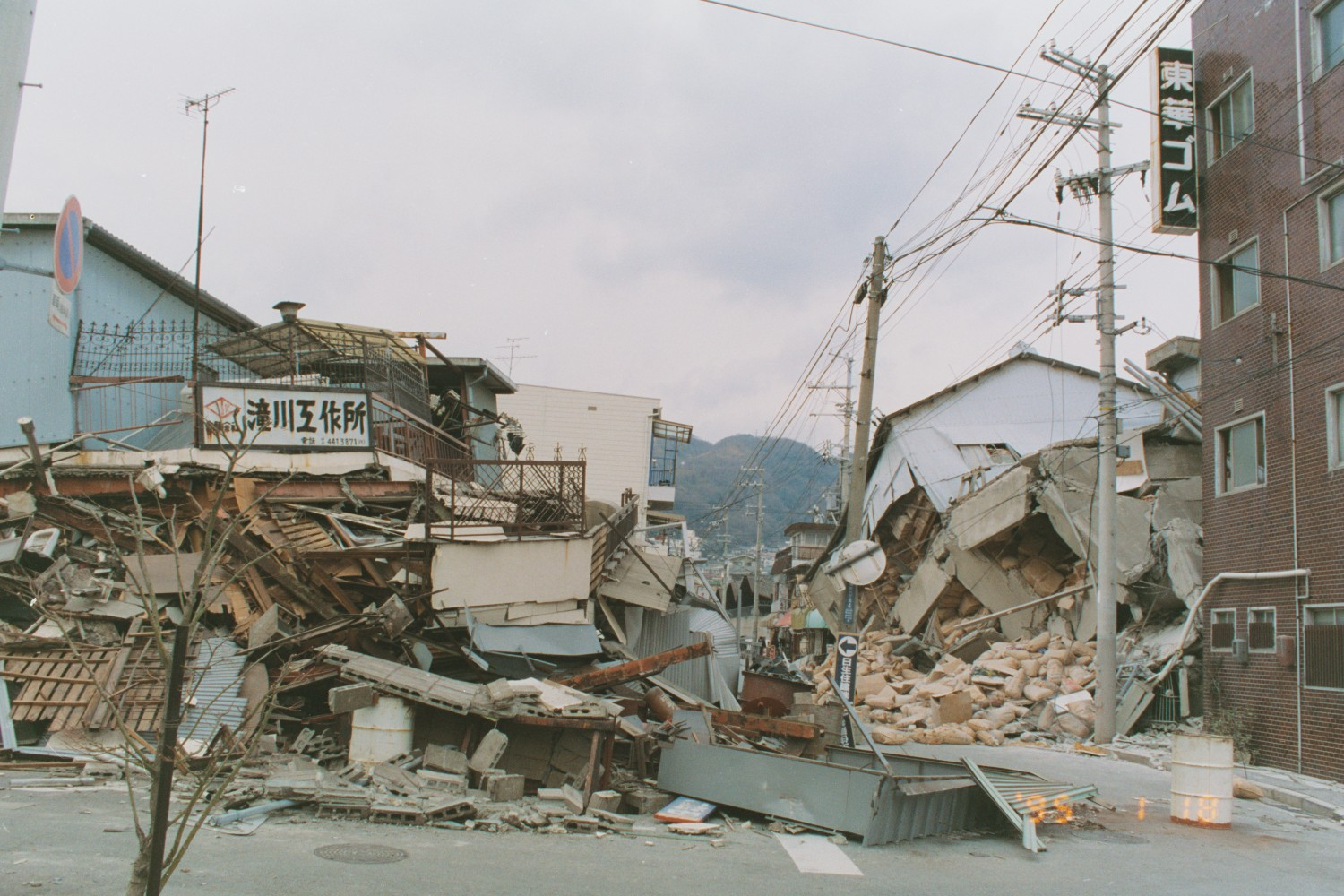
Casas derrumbadas por el terremoto.

Tras el suceso, tanto ciudadanos como especialistas perdieron la fe en los anteriores sistemas de protección ante terremotos y de construcción preventiva. El Gobierno nacional fue criticado por no actuar con prontitud, por no coordinar bien las labores de voluntariado, y por rechazar inicialmente la ayuda extranjera, incluyendo la de Estados Unidos de América, Corea del Sur y Reino Unido. La barrera del lenguaje y la obvia carencia de la licencia médica japonesa por parte de los voluntarios de otros países fueron las excusas usadas, pero también se comentó que el orgullo nacional pudo tener algo que ver.

### Respuesta local
Los hospitales de la zona (dirigidos por las propias ciudades) lucharon por mantener los suministros y tratamientos, incluso a pesar de estar parcialmente aislados de proveedores y posible ayuda del exterior. La gente se vio obligada a esperar en los pasillos por la falta de espacio debida al gran número de afectados. Los esfuerzos de los voluntarios por ayudar a las víctimas fueron tan conocidos que 1995 fue llamado el "Año del voluntario de Japón". Se estima que 1,2 millones de ellos participaron en alguna forma en las labores posteriores al terremoto, a lo largo de meses. 
Proveedores como Daiei y Seven-Eleven usaron sus redes de distribución para facilitar la atención a los afectados. NTT y Motorola proveyeron de teléfonos gratuitos a los que buscaban a las víctimas. Incluso el grupo yakuza Yamaguchi-gumi estuvo distribuyendo comida y suministros a los más necesitados.
Para ayudar a las labores de recuperación, el Gobierno ordenó el cierre diurno de la Autopista Hanshin para los vehículos privados de las 6:00 a. m. a las 8:00 p. m., limitando el tráficos a autobuses, taxis, y otros vehículos designados.

## Otros efectos

### Efectos económicos
El terremoto provocó 200 mil millones de dólares en pérdidas. Gran parte de estos daños no estaban asegurados, al estar sólo el 3% de las propiedades en Kobe aseguradas ante terremotos, en contraste con el 16% que se da en Tokio.
El verdadero golpe se sintió en el mercado de acciones, cuando el índice Nikkei 225 descendió mil puntos al día siguiente del suceso. Esto fue la mayor causa del colapso del banco Barings debido a las acciones de Nick Leeson, que había especulado con grandes cantidades de dinero con empresas japonesas y de Singapur.

### Efecto en los planes de prevención de desastres

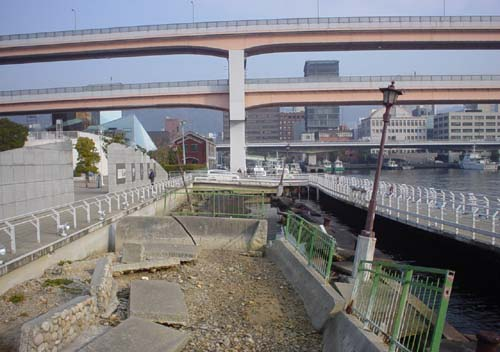
Algunos daños del terremoto han sido mantenidos intactos en el Parque Conmemorativo del Terremoto cercano al puerto de Kōbe. La autopista elevada de Hanshin, al fondo, se derrumbó parcialmente durante el seísmo.

El terremoto resultó ser una fuerte llamada de atención para las autoridades japonesas de prevención de desastres. El Gobierno cambió su política de actuación, y en el Terremoto de Chuetsu de 2004 su respuesta fue notablemente más rápida y efectiva. Las fuerzas terrestres de defensa obtuvieron autoridad absoluta para responder de inmediato ante una situación similar, lo que les permitió desplegarse por la Prefectura de Niigata en cuestión de minutos. El control sobre fuegos fue trasladado desde las oficinas locales de bomberos hasta una base central en Tokio y Kioto.
En respuesta a los amplios daños en infraestructuras de transporte y el efecto en los tiempos de respuesta general en el área afectada, el Ministerio de Tierras, Infraestructuras y Transportes empezó a diseñar rutas especiales de prevención, y a reforzar las carreteras y edificios circundantes para mantenerlas intactas en caso de darse otro terremoto. El gobierno de la prefectura de Hyogo invirtió millones de yenes en el año siguiente para construir refugios a pruebas de terremotos en parques públicos.
El gobierno metropolitano de Tokio preparó suministros de agua y comida en torno a las gasolineras, que apenas se vieron afectadas por el seísmo. Sin embargo, algunos grupos de ciudadanos han tomado también parte en la planificación, en parte por la desconfianza ante el Gobierno tras el desastre de Kobe.
En memoria de los fuegos que asolaron la región y la labor de los voluntarios, el 17 de enero, aniversario del suceso, ha sido declarado Día de la protección ante el fuego y del voluntariado en todo Japón.

### Monumentos

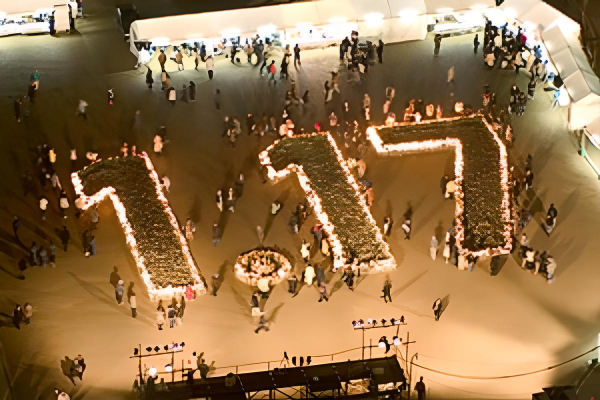
Monumento al 17 de enero en Kōbe

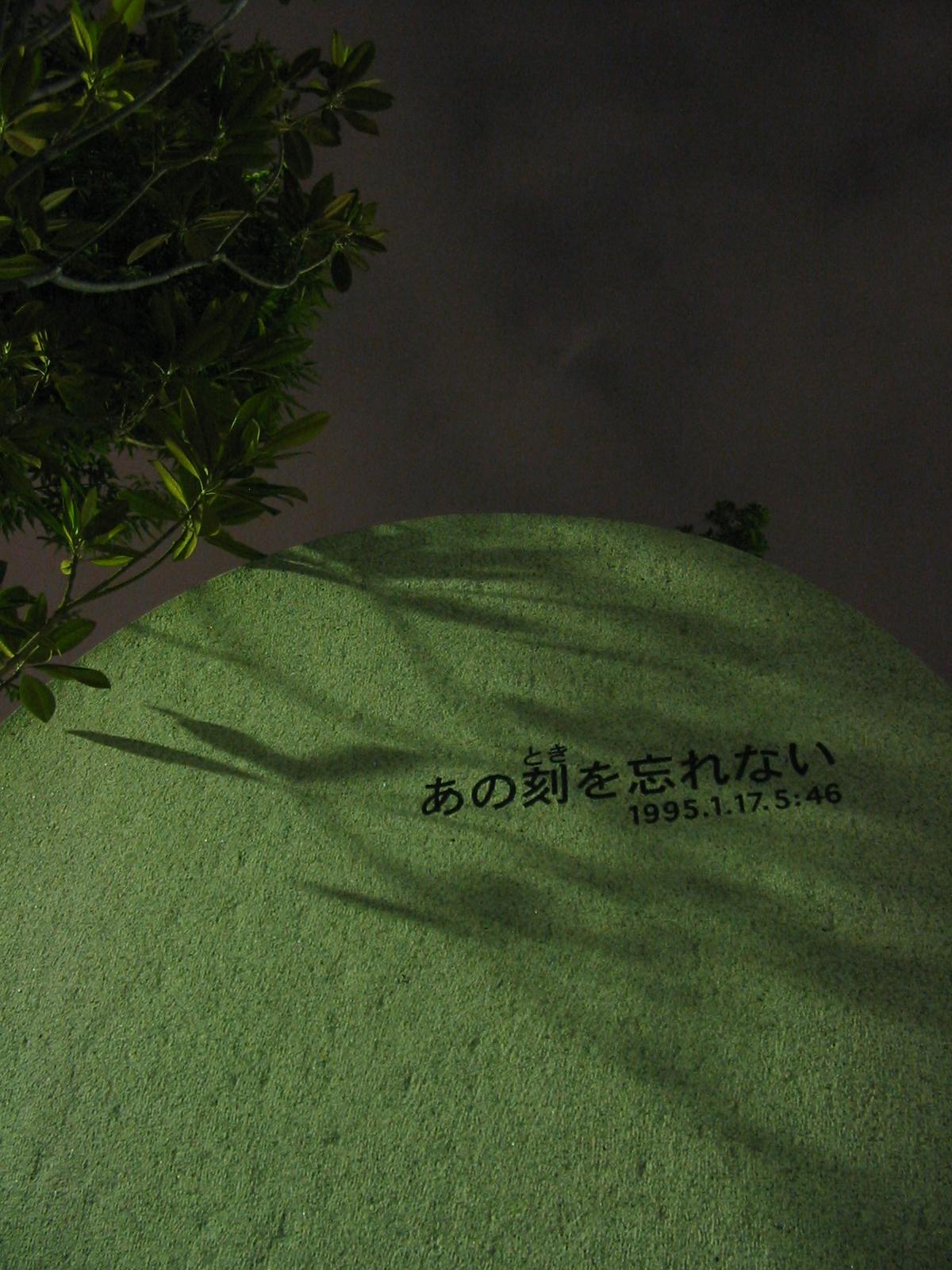
Memorial local en Kobe.

La Luz de Kobe, una pequeña ciudad iluminada con luz de Navidad se coloca en el centro de Kōbe, cerca de la Estación Shin-Kobe cada diciembre, en memoria del terremoto. Un gran "1.17" está iluminado en el parque Higashi Yuenchi cercano al ayuntamiento, cada 17 de enero.

## Nombre
En los primeros informes, fue denominado a menudo como "Gran Terremoto Kansai" (関西大地震 Kansai-daijishin). Su nombre oficial designado por la Agencia Meteorológica de Japón es "El terremoto del sur de la Prefectura de Hyogo de 1995" (平成7年兵庫県南部地震 Heisei-shichinen-Hyōgoken-nambu-jishin). Publicaciones oficiales de Japón suelen mencionarlo como "Gran Terremoto Hanshin-Awaji" (阪神・淡路大震災; Hanshin-Awaji-daishinsai), que fue elegido por el gobierno en febrero. Otros usaron el nombre "Terremoto del sur de la Prefectura de Hyogo" (兵庫県南部地震 Hyōgoken-nambu-jishin), versión acortada del de la citada agencia.